# داروسنتان
داروسنتان (انگلیسی: Darusentan) یک آنتاگونیست گیرنده اندوتلین است.